# Marco Sulzner
Marco Alessandro Sulzner (* 2. Juli 2003) ist ein österreichischer Fußballspieler.

## Karriere

### Verein
Sulzner begann seine Karriere beim ATSV Stein. Zur Saison 2017/18 kam er in die AKA Linz, in der er fortan sämtliche Altersstufen durchlief.
Im Juni 2020 debütierte er für seinen Stammklub FC Juniors OÖ in der 2. Liga, als er am 20. Spieltag der Saison 2019/20 gegen den FC Wacker Innsbruck in der 77. Minute für Hyun-Seok Hong eingewechselt wurde. Bis Saisonende kam er zu zwei Einsätzen für die Juniors. In der Saison 2020/21 spielte er wieder ausschließlich in der Akademie, ehe er zur Saison 2021/22 fest in den Zweitligakader der Juniors rückte. Für diese kam er in jener Spielzeit bis zur Winterpause in 15 Zweitligapartien zum Einsatz.
Im Februar 2022 erhielt Sulzner einen Vertrag beim LASK und rückte in dessen Bundesligakader. Für den LASK kam er dann bis zum Ende der Saison 2021/22 zu vier Einsätzen in der Bundesliga. Zur Saison 2022/23 wechselte er leihweise zum Zweitligisten First Vienna FC. Für die Vienna kam er während der Leihe zu 28 Zweitligaeinsätzen. Zur Saison 2023/24 wurde er auf Kooperationsbasis an den Zweitligisten SKU Amstetten weiterverliehen. Für Amstetten machte er 23 Zweitligaspiele.
Zur Saison 2024/25 kehrte Sulzner anschließend nach Linz zurück. Dort kam er zu sieben Bundesligaeinsätzen für die Profis des LASK, für die Amateure der Linzer absolvierte er 18 Regionalligapartien und erzielte dabei elf Tore. Zur Saison 2025/26 wechselte er zum Ligakonkurrenten Wolfsberger AC, bei dem er einen bis 2027 laufenden Vertrag erhielt.

### Nationalmannschaft
Sulzner gab im September 2022 gegen Montenegro sein Debüt für die österreichische U-21-Auswahl.